# Zelotes bimaculatus
Zelotes bimaculatus är en spindelart som först beskrevs av Carl Ludwig Koch 1837.  Zelotes bimaculatus ingår i släktet Zelotes och familjen plattbuksspindlar. Inga underarter finns listade i Catalogue of Life.